# Kisberzseny
Kisberzseny is een plaats (község) en gemeente in het Hongaarse comitaat Veszprém. Kisberzseny telt 99 inwoners (2001).